# Humoresque
För musiktermen populär under den romantiska eran på 1800-talet, se humoresk.
Humoresque är en amerikansk film från 1946 i regi av Jean Negulesco. Filmen nominerades till en Oscar för bästa musik. Filmtiteln kommer från Antonín Dvořáks musikstycke "Humoresque" som också spelas i filmens förtexter.

## Handling
Fiolvirtuosen Paul Boray har ställt in ett framträdande i New York. Han tänker tillbaka på sitt liv. Som barn får Paul en dyr fiol i födelsedagspresent av sin mor, trots att familjen egentligen inte har råd med den och fadern protesterar högljutt. Han jobbar sig långsamt uppåt som musiker, och på en fest hos det rika paret Wright fångar han frun Helen Wrights uppmärksamhet. Hon har kontakter i musikbranschen och hjälper honom, och snart inleder de ett förhållande. Ett förhållande som snabbt stöter på komplikationer. Paul älskar Helen men sätter fortfarande musiken främst, vilket är svårt för Helen att acceptera.

## Rollista
- Joan Crawford – Helen Wright
- John Garfield – Paul Boray
- Oscar Levant – Sid
- J. Carrol Naish – Rudy Boray
- Joan Chandler – Gina Romney
- Tom D'Andrea – Phil Boray
- Peggy Knudsen – Florence Boray
- Ruth Nelson – Esther Boray
- Craig Stevens – Monte Loeffler
- Paul Cavanagh – Victor Wright
- Richard Gaines – Baur
- John Abbott – Rozner
- Robert Blake – Paul Boray som barn
- Tommy Cook – Phil Boray som barn
- Don McGuire – Eddie
- Fritz Leiber – Hagerstrom
- Nestor Paiva – orkesterledare